# Traçadinho
Traçadinho é uma bebida alcoólica ou um coquetel feito com bebidas comuns nas tascas portuguesas. É qualquer mistura de bebidas fortes, sendo a mais comum a mistura de vinho com gasosa ou então de cerveja e gasosa (aguardente).

## Preparo
É habitualmente feita usando vinho branco de pouca qualidade e gasosa. Habitualmente, nas tascas mistura-se o vinho branco da casa com a gasosa em proporções semelhantes. Uma variante consiste em usar vinho tinto em vez de vinho branco. 
No Ribatejo é conhecido como droguinha, em Moçambique como catembe. A droguinha, ou catembe, consiste em misturar em doses semelhantes vinho tinto de zurrapa e coca-cola. Uma variante à droguinha consiste em usar sumos gaseificados em vez de coca-cola.
Na região Oeste de Portugal o Traçadinho, também conhecido por Mata-Bicho é a mistura da Típica Ginja e Aguardente.
No litoral Norte, mais propriamente na zona do Porto, o Traçadinho é conhecido por Receita e tem várias formas de ser feito: vinho verde, cerveja e gasosa; vinho verde, cerveja e açúcar; cerveja e gasosa; ou vinho verde e gasosa.
Na zona de Aveiro e Vila Real o Traçadinho é uma mistura de aguardente e anis.
Na zona do Algarve o Traçadinho é tradicionalmente uma mistura só de vinho tinto e coca cola, é utilizado para conseguir beber o vinho rasca, mas o principal objectivo desta mistura é que aqui acredita-se que que a coca-cola potencia o efeito do álcool. 